# Gerry Weber Open 2018
Gerry Weber Open 2018 byl tenisový turnaj pořádaný jako součást mužského okruhu ATP World Tour, který se odehrával na otevřených travnatých dvorcích v areálu s centrkurtem Gerry Weber Stadion. Probíhal mezi 18. až 24. červnem 2018 v severoněmeckém Halle jako dvacátý šestý ročník turnaje.
Turnaj s celkovým rozpočtem 2 116 915 eur patřil do kategorie ATP World Tour 500. Nejvýše nasazeným tenistou ve dvouhře se stal opět první tenista světa Roger Federer ze Švýcarska, který porážkou ve finále přišel o post světové jedničky a ukončil šňůru 20zápasové neporazitelnosti na trávě. Jako poslední přímý účastník do hlavní soutěže ve dvouhře nastoupil slovinský 66. hráč žebříčku Aljaž Bedene.
Druhý singlový titul na okruhu ATP Tour vybojoval 21letý Chorvat Borna Ćorić, který se tak posunul na nové kariérní maximum, 21. příčku žebříčku ATP. Druhý ročník v řadě se do závěrečného boje o deblový titul probojovaly stejné dvojice. Vítězství obhájil polsko-brazilský pár Łukasz Kubot a Marcelo Melo, který ve finále zdolal německou bratrskou dvojici Alexandra a Mischy Zverevových.

## Rozdělení bodů a finančních odměn

### Rozdělení bodů
| Soutěž  | vítězové | finalisté | semifinalisté | čtvrtfinalisté | 16 v kole | 32 v kole | Q  | Q2 | Q1 |
| ------- | -------- | --------- | ------------- | -------------- | --------- | --------- | -- | -- | -- |
| dvouhra | 500      | 300       | 180           | 90             | 45        | 0         | 20 | 10 | 0  |
| čtyřhra | 500      | 300       | 180           | 90             | 0         | —         | —  | —  | —  |

### Finanční odměny
| Soutěž                              | vítězové | finalisté | semifinalisté | čtvrtfinalisté | 16 v kole | 32 v kole | Q2     | Q1     |
| ----------------------------------- | -------- | --------- | ------------- | -------------- | --------- | --------- | ------ | ------ |
| dvouhra                             | €427 590 | €209 630  | €103 605      | €53 645        | €27 860   | €14 690   | €3 250 | €1 660 |
| čtyřhra                             | €128 740 | €63 030   | €31 620       | €16 230        | €8 390    | —         | —      | —      |
| částka ve čtyřhře je uvedena na pár |          |           |               |                |           |           |        |        |

## Dvouhra

### Nasazení hráčů
| Země                           | Hráč                  | ATP | Nasazení |
| ------------------------------ | --------------------- | --- | -------- |
| Švýcarsko                      | Roger Federer         | 2.  | 1.       |
| Německo                        | Alexander Zverev      | 3.  | 2.       |
| Rakousko                       | Dominic Thiem         | 7.  | 3.       |
| Španělsko                      | Roberto Bautista Agut | 16. | 4.       |
| Francie                        | Lucas Pouille         | 17. | 5.       |
| Německo                        | Philipp Kohlschreiber | 22. | 6.       |
| Japonsko                       | Kei Nišikori          | 26. | 7.       |
| Francie                        | Richard Gasquet       | 30. | 8.       |
| Žebříček ATP k 11. červnu 2018 |                       |     |          |

### Jiné formy účasti na turnaji
Následující hráči obdrželi divokou kartu do hlavní soutěže:
- Maximilian Marterer
- Florian Mayer
- Rudolf Molleker

Následující hráč obdržel do dvouhry zvláštní výjimku:
- Matthew Ebden

Následující hráči postoupili z kvalifikace:
- Matthias Bachinger
- Denis Kudla
- Lukáš Lacko
- Michail Južnyj

Následující hráči postoupili z kvalifikace jako tzv. šťastní poražení:
- Matteo Berrettini[2]
- Nikoloz Basilašvili[2]

### Odhlášení
před začátkem turnaje
- Čong Hjon → nahradil jej  Jan-Lennard Struff
- John Isner → nahradil jej  Márton Fucsovics
- Albert Ramos-Viñolas → nahradil jej  Matteo Berrettini
- Andrej Rubljov → nahradil jej  Malek Džazírí
- Peter Gojowczyk → nahradil jej  Nikoloz Basilašvili

## Čtyřhra

### Nasazení párů
| Země                                                                       | Hráč          | Země       | Hráč              | ATP | Nasazení |
| -------------------------------------------------------------------------- | ------------- | ---------- | ----------------- | --- | -------- |
| Polsko                                                                     | Łukasz Kubot  | Brazílie   | Marcelo Melo      | 7.  | 1.       |
| Chorvatsko                                                                 | Nikola Mektić | Rakousko   | Alexander Peya    | 38. | 2.       |
| Pákistán                                                                   | Ajsám Kúreší  | Nizozemsko | Jean-Julien Rojer | 43. | 3.       |
| Chorvatsko                                                                 | Ivan Dodig    | USA        | Rajeev Ram        | 46. | 4.       |
| Žebříček ATP k 11. červnu 2018; číslo je součtem umístění obou členů páru. |               |            |                   |     |          |

### Jiné formy účasti
Následující páry obdržely divokou kartu do hlavní soutěže:
- Philipp Kohlschreiber /  Philipp Petzschner
- Jan-Lennard Struff /  Tim Pütz

Následující pár postoupil z kvalifikace:
- Jonatan Erlich /  Nicholas Monroe

## Přehled finále

### Mužská dvouhra
- Borna Ćorić vs.  Roger Federer, 7–6(8–6), 3–6, 6–2

### Mužská čtyřhra
- Łukasz Kubot /  Marcelo Melo vs.  Alexander Zverev /  Mischa Zverev, 7–6(7–1), 6–4